# GNU Taler
GNU Taler — основанная на свободном программном обеспечении система микротранзакций и электронных платежей. Талер основан на слепых подписях, а не на блокчейне. Проект возглавляют Флориан Долд и Кристиан Гротхофф из Taler Systems SA. Талер — это сокращение от «Taxable Anonymous Libre Economic Reserves» (Облагаемые налогом анонимные свободные экономические резервы) и отсылает к талерам — монетам в Германии в период раннего Нового времени. Проект устно поддержал основатель проекта GNU Ричард Столлман. Столлман описал программу как «предназначенную для того, чтобы обеспечить анонимность плательщику, при том, что получатели всегда идентифицируются». В статье, опубликованной в журнале «Безопасность, конфиденциальность и прикладная криптография», GNU Taler описывается как отвечающий этическим соображениям — платящий клиент анонимен, в то время как продавец идентифицирован и подлежит налогообложению.
Реализация предоставлена Taler Systems SA.